# Fly, Robin, Fly
Fly, Robin, Fly è un singolo del 1975 del gruppo disco tedesco Silver Convention.
Scritto da Sylvester Levay e Michael Kunze (quest'ultimo sotto lo pseudonimo "Stephan Prager"), il brano ha raggiunto la vetta della classifica dei singoli negli Stati Uniti, rendendo le Silver Convention la prima band tedesca a piazzare un brano al primo posto di una classifica musicale nel Paese nordamericano. Dopo essere arrivata prima nelle classifiche americane dei singoli soul e dei singoli disco, la canzone ha ricevuto un Grammy per la migliore performance strumentale R&B nel 1976.
Nel resto del mondo, il singolo ha raggiunto la prima posizione nella classifica generale in Canada, e la terza in Italia e Germania.
Il brano si trova all'ottavo posto nella classifica dei migliori brani disco di sempre, stilata nel 2016 da Giorgio Moroder per Billboard.
Fly, Robin, Fly ha la peculiarità di contenere solo sei parole nel suo testo: il coro ripete infatti i soli versi "Fly, Robin, fly" tre volte, seguito da "Up, up to the sky".